# Troy (Maine)
Troy è un comune degli Stati Uniti d'America, situato nello Stato del Maine, nella contea di Waldo.